# Представь себе
Представь себе — (англ. Imagine that) — американская кинокомедия. Режиссёр — Кэри Киркпатрик. В главных ролях снимались Эдди Мёрфи и Яра Шахиди. 
Это последний фильм, созданный студией Nickelodeon в 2009 году, перед тем, как компания поменяла свой логотип.

## Сюжет
Эван Дэниелсон (Эдди Мерфи) — успешный биржевой маклер, который работает в фирме уже 8 лет. Но однажды у него появляется соперник Джонни Вайтфивер (Чёрч Томас), из-за которого Эван рискует потерять своё положение и, что ещё хуже, рабочее место в фирме — Джонни каким-то неестественным образом производит огромное впечатление на работников фирмы.
Потеряв надежду, Эван вдруг замечает, что его дочка Оливия (Яра Шахиди), рисуя цветными карандашами свои детские рисунки на листках бумаги, имитирует биржевые котировки будущего. Однако есть проблема: Эван всё это время очень мало уделял время семье, и с дочерью, так сказать, мало знаком. В течение истории будут развиваться отношения между отцом и дочерью.

## Саундтрек
Композитор музыкального сопровождения Марк Манчина, ставший известным благодаря написанию музыки к мультфильму «Лесная братва». Музыка исполнялась оркестром из 83 человек в студии Hollywood Studio Symphony и Sony Scoring Stage..
В фильме также звучали синглы группы Beatles, какие как «Got to Get You into My Life», «Nowhere Man», «All You Need Is Love» и две версии сингла «Here Comes the Sun»

## Критика и кассовые сборы
Общяя критика и отзывы были неоднозначными. По данным английского сайта Rotten Tomatoes фильм получил 39 % позитивных отзывов, а средняя оценка по шкале 10 звёзд набрала 5.1.. Другой сайт-агрегатор Metacritic даёт более позитивный результат — 53 % хороших отзывов..
В первую неделю проката фильм собрал $5 503 519 в 3008 театрах всего мира . По данным на 9 августа 2009 года мировые кассовые сборы фильма составили $22,985,194. 13 октября фильм был выпущен в DVD дисках и Blu-ray.